# (10338) 1991 RB11
A (10338) 1991 RB11 a Naprendszer kisbolygóövében található aszteroida. Henry Holt fedezte fel 1991. szeptember 10-én.

## Kapcsolódó szócikk
- Kisbolygók listája (10001–10500)